# Carl-Fredrik Holmer

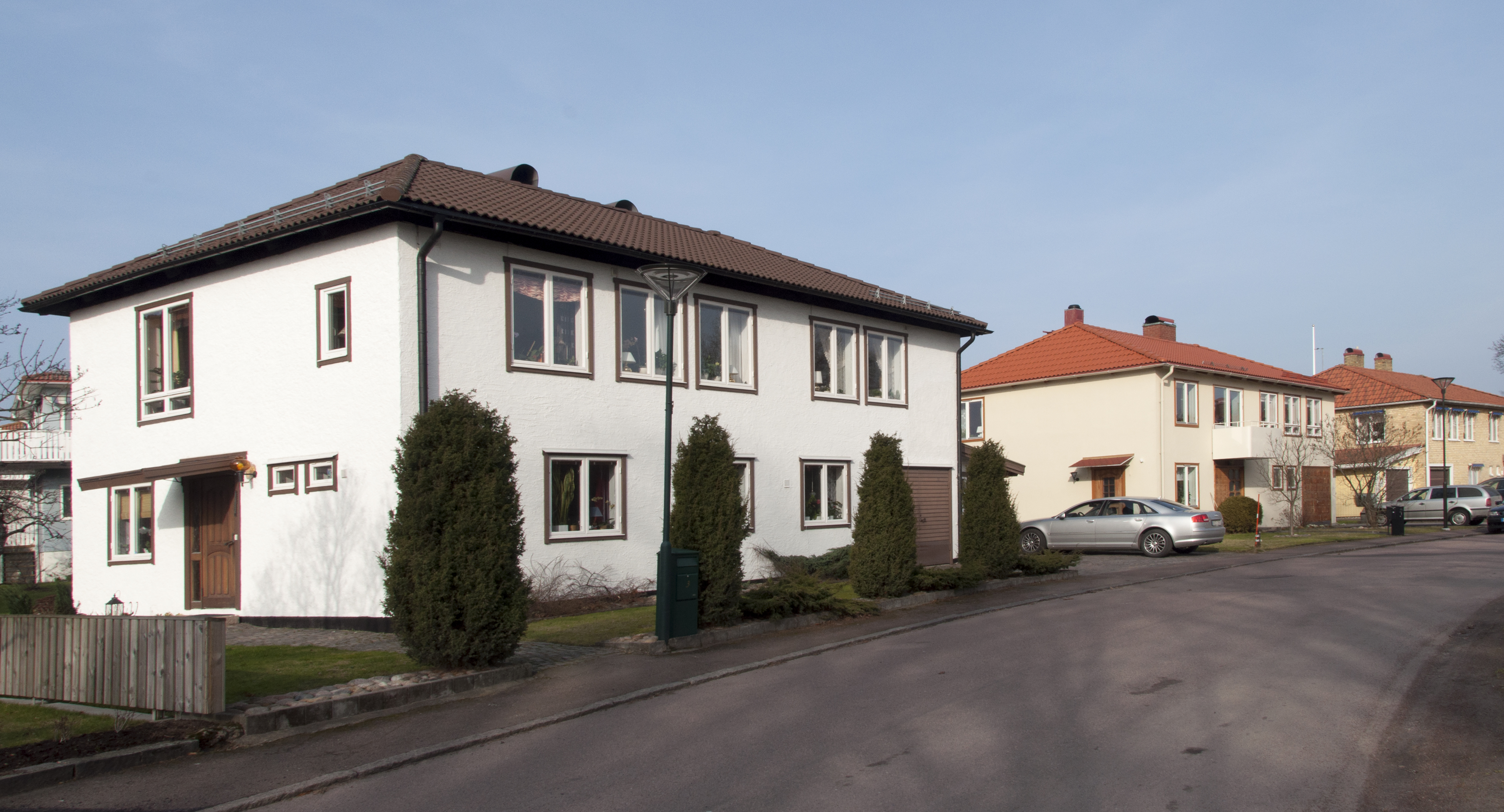
Brunnsgatan 3 i Karlstad. Byggår 1951

Carl-Fredrik Holmer, född 20 november 1911 i Gävle, död 7 augusti 2003, var en svensk arkitekt.
Efter studentexamen i Helsingborg 1930 utexaminerades Holmer från Kungliga Tekniska högskolan i Stockholm 1934. Han blev assistent vid länsarkitektkontoret i Falun 1936, i Stockholm 1939, stadsarkitekt i Kumla stad 1943, i Växjö stad 1944, i Kristinehamns stad och Filipstads stad 1946 samt var stadsplanearkitekt i Karlstads stad 1949–1976. Holmer är begravd på Norra begravningsplatsen utanför Stockholm.